# Cratera de Chicxulub
A cratera Chicxulub (pronuncia-se AFI: /tʃikʃuˈlub/) é uma antiga cratera de impacto soterrada embaixo da península de Iucatã, no México. O seu centro está localizado próximo à localidade de Chicxulub, que deu origem ao nome da cratera. A cratera tem mais de 180 km de diâmetro, tornando-a uma das maiores estruturas de impacto conhecidas no mundo; o bólide que formou a cratera tinha pelo menos 10 km de diâmetro.
A cratera foi descoberta por Glen Penfield, um geofísico que havia trabalhado no Iucatã, enquanto procurava petróleo no final da década de 1970. Penfield foi inicialmente incapaz de obter evidências de que esta estrutura geológica era de fato uma cratera, e desistiu da sua pesquisa. Por meio do contato com Alan Hildebrand, Penfield obteve amostras que sugeriam que era uma estrutura de impacto. As provas do impacto como origem da cratera incluem quartzo de impacto, uma anomalia gravitacional, e tectitos das áreas circundantes.
O impacto aconteceu há 66,038 milhões de anos, no final do Cretáceo. O impacto associado com a cratera teria estado envolvido na extinção de numerosos grupos de animais e plantas, incluindo os dinossauros, como sugerido pelo nível K-T, embora alguns críticos argumentam que o impacto não foi a única razão e outros debatam se houve um só impacto ou se o meteoro de Chicxulub foi um de vários que podem ter colidido com a Terra naquela época. Evidências sugeriam que o meteoro poderia ter sido um pedaço de um asteroide muito maior que se fragmentou numa colisão no espaço distante há mais de 160 milhões de anos.   Em março de 2010, no seguimento de extensa análise das provas existentes que consistem de dados obtidos ao longo de 20 anos abrangendo os campos da paleontologia, geoquímica, modelação climática, geofísica e sedimentologia, 41 peritos internacionais de 33 instituições reviram os dados disponíveis e concluíram que o impacto em Chicxulub desencadeou as extinções em massa no limite K–T incluindo a dos dinossauros.

## Descobrimento

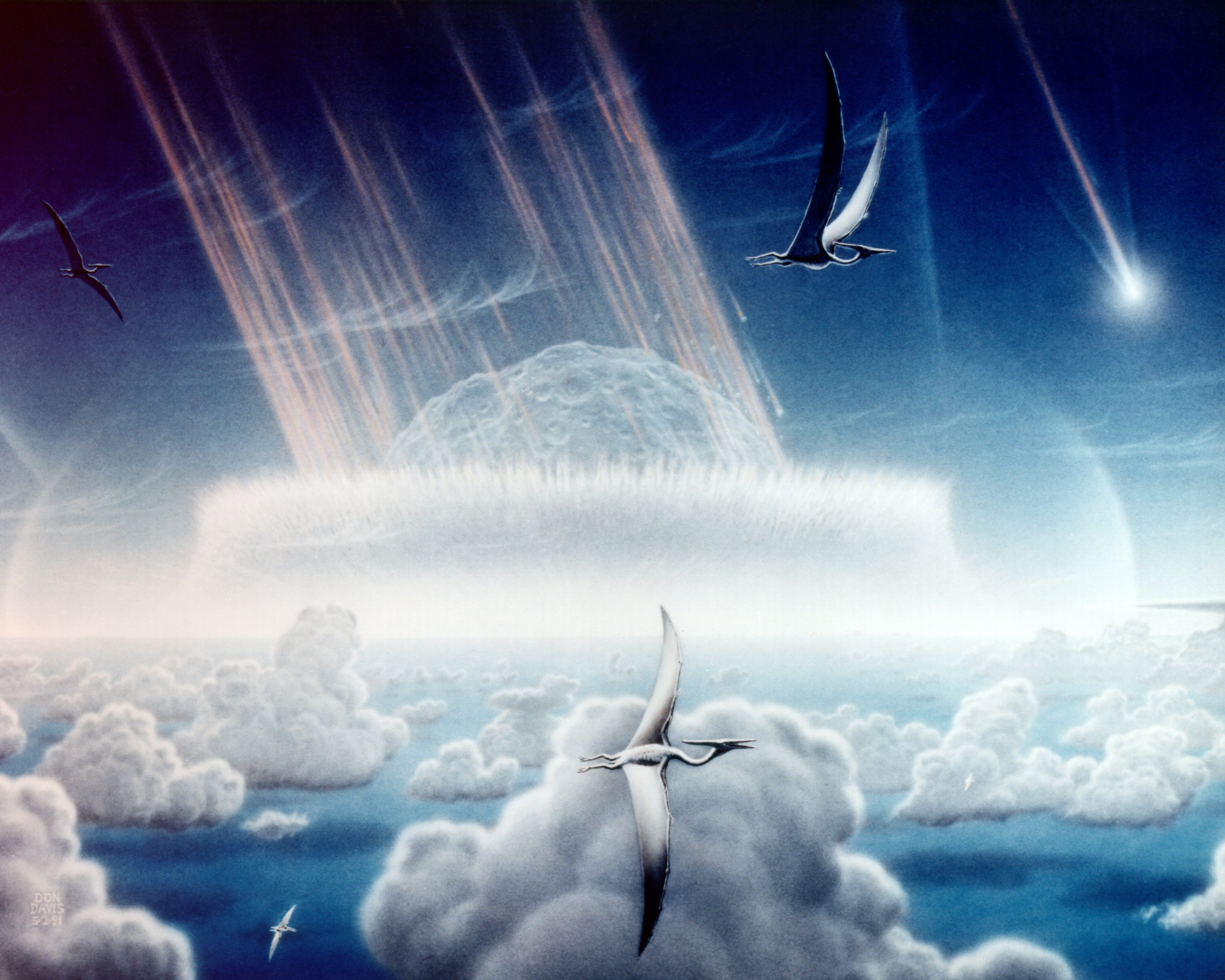
Representação artística e hipotética de como foi o impacto do asteroide que formou a cratera de Chicxulub.

Em 1978 os geofísicos Glen Penfield e Antonio Camargo trabalhavam para a companhia petrolífera estatal mexicana Pemex, como parte de um levantamento aeromagnético do golfo do México, a norte da península do Iucatã. O seu trabalho era utilizar dados geofísicos para estudar possíveis localizações para extrair petróleo. Entre os dados, Penfiel encontrou um enorme arco subaquático com uma "simetria extraordinária" na forma de um anel que media em redor de 70 km de diâmetro. Então teve acesso a um mapa gravitacional do Iucatã feito na década de 1960. Uma década antes, o mesmo mapa sugerira uma estrutura de impacto ao contratista Robert Baltosser, mas a política corporativa de Pemex daquela época proibia-o de tornar pública a sua conclusão. Penfield descobriu outro arco na península propriamente dita, cujas extremidades apontavam para norte. Comparando os dois mapas, descobriu que os dois arcos separados formavam um círculo de 180 km de diâmetro, centrado perto da povoação de Chicxulub, no Iucatã; era dez vezes maior do que qualquer vulcão conhecido, com uma elevação no seu centro, como as conhecidas em crateras de impacto. Penfield e Camargo concluíram que não podia tratar-se de um vulcão, tratando-se mais provavelmente de uma cratera de impacto.
A Pemex proibiu tornar públicos dados específicos, mas permitiu a Penfield e a Camargo apresentar os seus resultados na conferência de 1981 da Society of Exploration Geophysicists. A conferência desse ano teve pouca assistência e o seu relatório atraiu uma escassa atenção; ironicamente, muitos dos especialistas em crateras de impacto e o nível K-T estavam assistindo a uma conferência distinta sobre os impactos na Terra. Embora os descobridores tivessem uma grande quantidade de informação geofísica, não tinham amostras de rocha ou outras provas físicas da colisão.
Sabia-se que outra prova fora encontrada quando Pemex perfurara poços de exploração na região em 1951; num deles atravessou-se o que descrito como uma grossa camada de andesito a cerca de 1,3 km de profundidade. Esta camada poderia ter sido o resultado do intenso calor e pressão de um impacto contra a Terra, mas à época das perfurações foi considerada um domo de lava, uma estrutura atípica na geologia da região. Penfield tentou obter as amostras da camada, mas foi informado de que as amostras se haviam perdido ou sido destruídas. Quando as tentativas de voltar aos poços e procurar de rochas se mostraram infrutíferas, Penfield abandonou a sua busca, publicou as suas descobertas e voltou ao seu trabalho para a Pemex.
Ao mesmo tempo, o cientista Luis Walter Álvarez apresentou a sua hipótese de que um grande corpo extraterrestre impactara a Terra; e em 1981, desconhecedor da descoberta de Penfield, o estudante graduado da Universidade do Arizona Alan R. Hildebrand e o conselheiro da faculdade William V. Boynton publicaram um rascunho duma teoria sobre o impacto contra a Terra, e estavam procurando uma cratera candidata. As suas evidências incluíam argila marrom-esverdeada com um excesso de irídio, que continha grãos de quartzo de impacto, e pequenas contas de vidro alterado, que pareciam ser tectitos. Estavam também presentes depósitos espessos e misturados de fragmentos de rocha grosseiros, que se acreditava terem sido arrancados de algum lugar e depositados em algum outro por um megatsunami com quilômetros de altura provavelmente causado por um impacto contra a Terra. Estes depósitos encontram-se em muitos lugares, mas parecem estar concentrados na bacia do Caribe no nível K-T. Assim, quando o professor haitiano Florentine Morás descobriu o que acreditava serem evidências de um vulcão antigo no Haiti, Hildebrand sugeriu que podia ser uma estrutura reveladora de um impacto próximo. Testes efetuados às amostras recuperadas do nível K-T revelaram a existência de mais vidro de tectito, que se forma apenas com o calor produzido por impactos de asteroides ou de detonações nucleares de grande potência.
Em 1990, o jornalista do Houston Chronicle Carlos Byars informou Hildebrand da descoberta prévia de Penfield de uma possível cratera de impacto. Hildebrand entrou em contato com Penfield em abril de 1990 e os dois obtiveram duas amostras de poços da Pemex, guardadas em Nova Orleães. A equipe de Hildebrand analisou as amostras, nas quais eram claramente visíveis materiais de metamorfismo de impacto.
Em 1996, uma equipa de investigadores da Califórnia, incluindo Kevin Pope, Adriana Ocampo, e Charles Dullin, que estudavam imagens de satélite da região, descobriram um semianel de dolinas (cenotes) com centro no povoado de Chicxulub, que correspondia ao que Penfield vira anteriormente. Acreditava-se que as dolinas teriam sido produzidas pela subsidência da parede da cratera de impacto. Provas mais recentes sugerem que a verdadeira cratera tem 300 quilômetros de diâmetro, e que o anel de 180 km é uma parede interior.

## Características do impacto

Animação que mostra o impacto e a formação da cratera de Chicxulub. Universidade do Arizona, (Space Imagery Center).

O bólide tinha uma dimensão estimada em cerca de 10 km de diâmetro, e o impacto terá liberado uns 400 ZJ (4,0 × 1023 J) de energia, equivalentes a 96 teratoneladas de TNT. Como comparação, o mais potente artefato explosivo criado pelo homem, a Tsar Bomba, tinha um rendimento de apenas 50 megatoneladas de TNT, ou seja, o impacto de Chicxulub foi dois milhões de vezes mais potente. Até mesmo a erupção vulcânica mais energética conhecida, que liberou aproximadamente 1 ZJ (240 Gt de TNT) e criou a caldeira de La Garita, foi significativamente menos potente do que o impacto de Chicxulub.

### Efeitos
O impacto teria causado alguns dos maiores megatsunamis da história da Terra. Uma nuvem de pó, cinzas e vapor superaquecidos ter-se-ia estendido desde a cratera, quando o bólide se enterrava na crosta terrestre em menos de um segundo. O material escavado junto com pedaços do asteroide, ejetado para lá da atmosfera pela explosão, teria sido aquecido até à incandescência na reentrada na atmosfera terrestre, torrando a superfície da Terra e, possivelmente, provocando incêndios globais; enquanto isso, enormes ondas de choque teriam causado terramotos e erupções vulcânicas globais. A emissão de poeiras e partículas poderia ter coberto toda a superfície da Terra durante vários anos, possivelmente uma década, criando um ambiente difícil para os seres vivos. A produção de dióxido de carbono provocada pelo choque e pela destruição de rochas carbonatadas, teria conduzido a um repentino efeito estufa. Durante um longo período de tempo, as partículas de poeira na atmosfera teriam impedido a luz solar de chegar à superfície da Terra, diminuindo a sua temperatura drasticamente. A fotossíntese das plantas teria sido também interrompida, afetando a totalidade da cadeia alimentar. Um modelo do evento desenvolvido por Lomax et al. (2001) sugere que as taxas produtividade primária líquida podem ter aumentado a longo prazo para valores mais altos que os anteriores ao impacto por causa das altas concentrações de dióxido de carbono.
Em fevereiro de 2008, uma equipa de investigadores dirigida por Sean Gulick, da Universidade do Texas, utilizou imagens sísmicas da cratera para concluir que o asteroide impactara em águas mais profundas do que se supunha anteriormente. Argumentaram que isto teria resultado em um aumento dos aerossóis de sulfato na atmosfera. Segundo o comunicado de imprensa, isto "pode ter tornado o impacto mais mortífero de duas manerias: alterando o clima (os aerossóis de sulfato na alta atmosfera podem ter um efeito esfriador e estendido a duração da mudança climática pós-impacto), e gerando chuva ácida (o vapor de água pode ajudar a retirar da atmosfera dos aerossóis de sulfato, provocando chuvas ácidas)".

### Geologia e geomorfologia

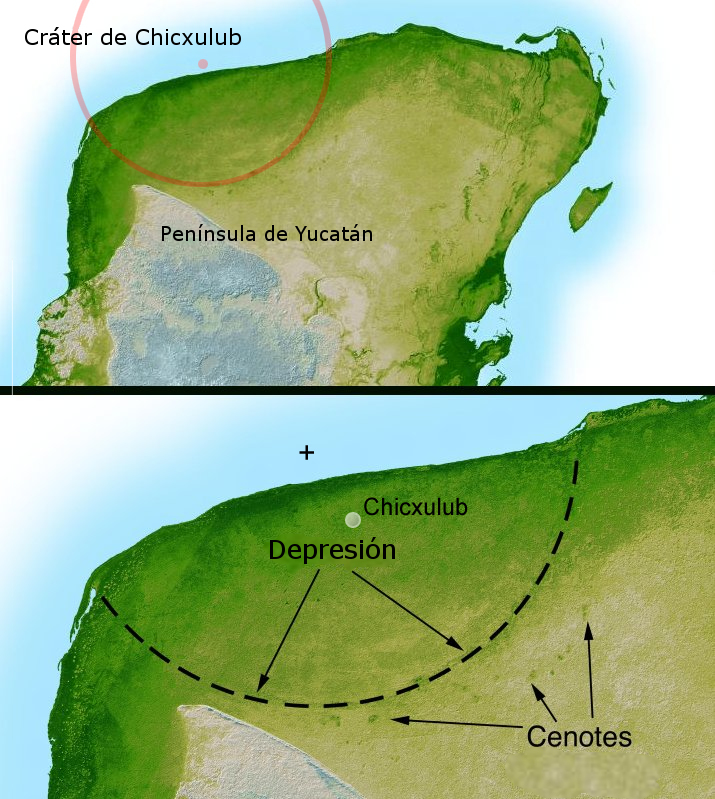
Imagens da Missão Shuttle Radar Topography STS-99 da NASA revelam parte do anel da cratera com 180 km de diâmetro; aglomeradas em redor da depressão da cratera existem numerosas dolinas, as quais sugerem a existência de uma bacia oceânica pré-histórica na depressão produzida pelo impacto.

No seu trabalho de 1991, Hildebrand, Penfield e outros descreveram a geologia e composição da estrutura de impacto. As rochas situadas sobre a estrutura de impacto são camadas de marga e calcário com até cerca de 1 000 metros de espessura. As datações mais antigas para estas rochas situam a sua formação no Paleoceno. Sob estas camadas há mais de 500  metros de vidro e brechas de composição andesítica. Estas rochas ígneas andesíticas foram encontradas unicamente no interior da suposta estrutura de impacto; de maneira similar, encontram-se quantidades de feldspato e augite, normalmente apenas presentes em rochas fundidas por impacto, bem como quartzo de impacto. No interior da estrutura, o nível K-T está deprimido entre 600 e 1100 metros em relação à profundidade normal de cerca de 500 metros à qual se encontra a cinco quilômetros da estrutura do impacto. Ao longo da orla da cratera, há agrupamentos de cenotes ou dolinas, que sugerem que houve uma bacia de água no interior da estrutura durante o período Terciário, depois do impacto. As águas subterrâneas desta bacia dissolveram o calcário e criaram as cavernas e cenotes sob a superfície. O estudo também assinalava que a cratera parecia ser uma boa candidata para a origem dos tectitos encontrados no Haiti.

### Origem do asteroide
A  5 de setembro de 2007, um relatório publicado na revista Nature sugeriu uma origem para o asteroide que criou a cratera de Chicxulub. Os autores, William F. Bottke, David Vokrouhlický e David Nesvorný, argumentavam que uma colisão produzida no cinturão de asteroides há 160 milhões de anos deu lugar à criação da Família Baptistina de asteroides, cujo maior membro sobrevivente é 298 Baptistina. Propuseram que o "asteroide de Chicxulub" também era membro deste grupo, fundamentando-se na grande quantidade de material carbonáceo presente nos fragmentos microscópicos do bólide, que indicam que o bólide pertencia à rara classe de asteroides chamados condritos carbonáceos, tal como Baptistina. Segundo Bottke, o bólide de Chicxulub era um fragmento de cerca de 60 km de diâmetro, cindido de um corpo-pai muito maior, com cerca de 170 km de diâmetro.

### Controvérsia sobre a origem do asteróide
De acordo com uma dupla de astrônomos brasileiros é errônea a afirmação de que a extinção dos dinossauros no final do Cretáceo tenha ligação com a Família Baptistina.
"O grupo do estudo de 2007 não faz observação. É um grupo que faz pesquisa teórica (ou seja, modelos matemáticos), eles levantaram hipóteses bastante forçadas", segundo Carvano.

### Chicxulub e a extinção em massa

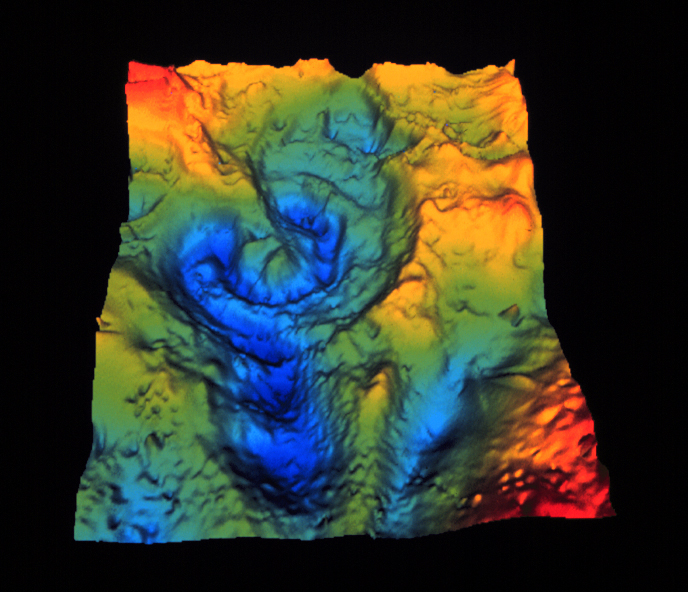
Imagem tridimensional que mostra as anomalias gravitacionais provocadas pelo meteoroide em Chicxulub.

A cratera de Chicxulub apoia a teoria postulada pelo falecido físico Luis Alvarez e seu filho, o geólogo Walter Alvarez, de que a extinção de numerosos grupos de animais e plantas, incluindo os dinossauros, poderia ter sido o resultado do impacto de um bólide (Extinção Cretáceo-Paleogeno). Os Álvarez, ambos trabalhando então na Universidade de Califórnia, em Berkeley, postularam que esta grande extinção, que fora aproximadamente contemporânea com a data estimada da formação da cratera de Chicxulub, poderia ter sido causada por um tal grande impacto. Esta teoria goza atualmente de uma aceitação ampla por parte da comunidade científica. Alguns críticos, incluindo o paleontólogo Robert Bakker, argumentam que um impacto tal teria matado as rãs tal como os dinossauros, porém as rãs sobreviveram à extinção. Gerta Keller da Universidade de Princeton, argumenta, pelo seu lado, que testemunhos de rocha de Chicxulub recentemente obtidos demonstram que o impacto ocorreu uns 300 mil anos antes da extinção, de modo que não poderia ter sido o fator causal.
A prova principal de um tal impacto, além da cratera em si, encontra-se numa fina camada de argila presente no nível K-T de todo o mundo. No fim da década de 1970, os Álvarez e os seus colaboradores informaram que continha uma concentração anormalmente alta de irídio. Nesta camada, as concentrações de irídio chegavam a 0,006 ppm em peso ou mais, comparadas com 0,0004 ppm na crosta terrestre em geral; como comparação, os meteoritos contêm cerca de 0,47 ppm deste elemento. Teorizou-se que o irídio foi disseminado pela atmosfera quando o bólide foi vaporizado, e que se depositou na superfície da Terra com outro material ejetado pelo impacto, formando assim a camada de argila rica em irídio.

## Teoria dos impactos múltiplos
Em anos recentes, foram descobertas muitas outras crateras com idade aproximada à da cratera de Chicxulub, todas entre as latitudes 20°N e 70°N. Exemplos incluem a cratera Silverpit no mar do Norte da Grã-Bretanha, e a cratera de Boltysh na Ucrânia. São ambas muito menores que a de Chicxulub mas parecem ter sido produzidas por impactos de objetos com muitas dezenas de metros de diâmetro. Isto conduziu à hipótese de que o impacto de Chicxulub foi apenas um entre vários impactos que ocorreram quase ao mesmo tempo. Outra cratera possivelmente formada ao mesmo tempo pode ser a cratera Shiva, embora a classificação desta estrutura como cratera seja disputada.
A colisão do cometa Shoemaker-Levy 9 com Júpiter em 1994 demonstrou que as interações gravitacionais podem fragmentar um cometa, dando origem a muitos impactos num período de alguns dias, se o cometa colidir com um planeta. Os cometas sofrem interações gravitacionais com os gigantes gasosos e é muito provável que perturbações e colisões semelhantes possam ter ocorrido no passado. Este cenário pode ter existido na Terra há 65 milhões de anos, embora as crateras de Shiva e Chicxulub possuam 300 000 anos de diferença de idade.
No final de 2006, Ken MacLeod, professor de geologia da Universidade de Missouri, completou uma análise de sedimentos sob a superfície do oceano, que reforçou a teoria do impacto único. MacLeod efetuou a sua análise a aproximadamente 4 500 quilômetros da cratera de Chicxulub para controlar possíveis mudanças na composição do solo no lugar de impacto, embora permanecendo suficientemente perto para ser afetado pelo impacto. A análise revelou que havia apenas uma camada de detritos de impacto no sedimento, o que indicava que ocorreu apenas um impacto. Os proponentes de múltiplos impactos, como Gerta Keller, consideram os resultados "bastante hiper-inflados" e não concordam com a conclusão da análise de MacLeod.